# Brilparulazanger
De brilparulazanger (Setophaga americana, synoniem: Dendroica americana) is een zangvogel uit de familie Parulidae (Amerikaanse zangers).

## Verspreiding en leefgebied
Deze soort komt voor in oostelijk Noord-Amerika en overwintert in Nicaragua en West-Indië.